# 哥伦比亚唱片
哥伦比亚唱片（英語：Columbia Records）是美國大型唱片公司，也是全球三大唱片公司之一索尼音乐娱乐旗下的子公司，為現存的唱片公司中歷史最悠久的經典品牌，旗下著名藝人包括：碧昂丝、愛黛兒、席琳·狄翁、哈利·斯泰爾斯、Jennie。

## 外部連結
- 哥伦比亚唱片（美国）MySpace page（页面存档备份，存于）
- 哥伦比亚唱片（英国）MySpace page（页面存档备份，存于）
- 英国哥伦比亚唱片官方网站（页面存档备份，存于）